# Johannes Schmid-Burgk
Johannes Schmid-Burgk (* 1937 in Dresden) ist ein deutscher Astrophysiker, Astronom und Hochschullehrer.

## Leben
Schmid-Burgk erwarb sein Diplom auf dem Gebiet der Physik 1965 an der Ludwig-Maximilians-Universität München (LMU). Er promovierte 1969 auf dem Gebiet der Astronomie an der Ruprecht-Karls-Universität Heidelberg bei Karl-Heinz Böhm mit einer Arbeit zum Thema Massenverlust bei Zentralsternen Planetarischer Nebel. 1975 habilitierte er sich dort mit einer Arbeit zum Thema Spherically symmetric high-luminosity accretion into black holes. Seit 1982 ist Schmid-Burgk Professor für Astrophysik an der Rheinischen Friedrich-Wilhelms-Universität Bonn. Von 1982 bis zu seinem Ruhestand 2002 war er außerdem wissenschaftlicher Mitarbeiter des Max-Planck-Instituts für Radioastronomie in Endenich.

## Forschungsinteressen
Schmid-Burgk forscht auf dem Gebiet der Sternentstehung und der H-II-Gebiete. Er untersucht den Einfluss der Messergebnisse der kosmischen Hintergrundstrahlung auf die kosmologischen Modelle des Universums.

## Anerkennung und Mitgliedschaften
Schmid-Burgk ist Mitglied der Internationalen Astronomischen Union (IAU). Dietrich Schubert drehte einen Film über die Arbeit von Schmid-Burgk am Radioteleskop Effelsberg.

## Familie
Johannes Schmid-Burgk war verheiratet mit Rena Schmid-Burgk (1943–2015). Der Mediziner, Pharmakologe und Professor für Immungenetik am Universitätsklinikum Bonn Jonathan Schmid-Burgk ist der Sohn des Ehepaares.

## Veröffentlichungen (Auswahl)
- Mit D. Muders, H. S. P. Müller, B. Brupbacher-Gatehouse: Hyperfine structure in H13CO+ and 13CO: Measurement, analysis, and consequences for the study of dark clouds, 2004, Astronomy and Astrophysics, v.419 online
- Extended and Compact CO 7-6 Emission from OMC-1, 1990, Submillimetre Astronomy, Proceedings of the Kona Symposium on Submillimetre Astronomy, held at Kona, Hawaii, October 3-6, 1988
- Die kosmische Hintergrundstrahlung, 1987, Physikalische Blätter, Volume 43, Issue 6 online
- Mit Peter Schneider: Mutual coherence of gravitationally lensed images, 1984, Garching bei München: Inst. für Astrophysik, dnb 947567925
- Nonspherical stellar envelopes and winds - Effects of structure on radiative fluxes and apparent mass loss rates, 1982, Astronomy and Astrophysics, vol. 108, no. 1 online
- Massenverlust bei heißen Sternen, 1978, Mitteilungen der Astronomischen Gesellschaft, Vol. 43 online
- Radiation Hydrodynamics of High-Luminosity Accretion into Black Holes, 1978, Astrophysics and Space Science, Volume 56, Issue 1 online
- Line Formation in Turbulent Media: Mathematics of Profile Computation, 1974, Astronomy and Astrophysics, Vol. 32 online
- Integral Kernels and Exact Solutions to Some Radiative Problems in Spherical Geometries, 1973, Astrophysical Journal, Vol. 181 online
- Temperature Aspects of Landau Orbital Ferromagnetism in White Dwarfs and Neutron Stars, 1973, Astronomy and Astrophysics, Vol. 26 online
- Finite Amplitude Density Variations in a Self-Gravitating Isothermal Gas Layer, 1967, Astrophysical Journal, vol. 149 online